# Palatul Administrativ din Deva
Palatul administrativ din Deva este un monument istoric, construit în stil eclectic, proiectat de Ignác Alpár. Azi este sediul Prefecturii și al Consiliului județean Hunedoara, fiind clasat pe lista monumentelor istorice (Cod LMI HD-II-m-B-03224).

## Istoricul clădirii
În secolul al XIX-lea prefectura județului Hunedoara funcționa în clădirea Castelului Bethlen (Magna Curia). Odată cu reorganizarea teritorială, Județul Hunedoara a fost despărțit de județul Zărand și toate arhivele
au fost mutate la Deva. Castelului Bethlen (Magna Curia) devenea tot mai aglomerată. Prefectul și subprefectul județului, Pogány György și Barcsay Kálmán, alături de Consiliul Județean au cerut finanțare de la minister pentru a realiza un nou sediu celor două instituții. Ministerul aprobă cererea și alocă finanțarea de 5000 de forinți. Astfel, Consiliul Județean anunță concurs pentru realizarea proiectului noii clădiri. 14 proiectanți concurează, juriul fiind alcătuit din personalitățile cunoscute ale vremii. Câștigătoarele concursului au fost proiectele trimise sub pseudonimele de “Salus rei publicae” și ”Patria”, ambele aparținând proiectantului Ignác Alpár. Clădirea este executată de firmele Oriold și Endstrasser din Cluj, iar finisajele interioare au fost realizate de către meșteri din Cluj și din Budapesta. Construcția este finalizată în 1890, fiind finanțată atât de minister, cât și de locuitorii județului, fiecare locuitor contribuind printr-un impozit special de 2%.
Clădirea a funcționat ca prefectură până în anul 1920, după care a fost preluată de către diferite instituții ale statului român, în timpul comunismului fiint sediul Consiliului Județean al PCR. După 1989, o scurtă vreme a găzduit Primăria municipiului Deva,
după care a redevenit sediul Prefecturii Județului Hunedoara. Din 2007 aici se află și sediul Consiliului Județean, iar în același an au fost începute și renovările acestei clădiri.

## Descrierea clădirii
Clădirea în stil eclectic are forma unui unghi obtuz în formă de V, situându-se la poalele cetății din Deva, vizavi de parcul orașului. În raport cu axa centrală a clădirii, aceasta este perfect simetrică. Drumul spre intrarea principală duce pe sub loggia cu arcade. Dinspre partea centrală a clădirii, cu deschidere spre stânga, respectiv spre dreapta, se regăsesc două holuri spațioase, cu vedere spre curtea interioară, care conduc spre cele două extremități ale clădirii. Camerele de la primul etaj, erau pe vremuri spații
ale funcționarilor, respectiv birouri. În zilele noastre, aici se găsesc birouri. O scară din marmură, bogat ornamentată, conduce la etajul doi. Cu ocazia ceremoniei Millenium, pe casa scării a fost plasată o placă din marmură neagră, cu următoarea inscripție:
În amintirea  Adunării festive a Comitetului Municipal al Oficiului Județean  din 14.05.1896, din timpul domniei glorioase a regelui apostolic Franz Joseph I., la sărbătoarea de bucurie a o mie de ani de existență a statului maghiar, din timpul conducerii prefectului baron Zágoni Szentkereszty György, respectiv a subprefectului Kishalmágyi Hollaky Artúr.
În timp placa de marmură a dispărut. Astăzi, pe cei doi pereți de pe casa scării, se pot admira lucrările artistei Doina Ionescu: pe partea dreaptă se regăsesc simbolurile antice ale locului, iar pe partea stângă cele medievale. La etaj, vizavi de treptele placate cu marmură, se află sala de ședințe mai mare de 200 mp, realizat în stil neo-renascentist și baroc. Sala avea rolul de sală de ședințe încă de la început, dar, de-a lungul timpului, aici au avut loc baluri de caritate și concerte. Atunci au devenit funcționale balustradele aflate de-a lungul celor trei pereți decorați.
Sala înaltă de 9m, are tavanul casetat, iar din plafon atârnă două candelabre
realizate din fier forjat. În trecut, pe fiecare candelabru erau 130 de
lumânări, care asigurau iluminarea sălii. În decorațiunea sălii predomină motivele
neo-renascentiste, iar balustradele și tocurile ușilor conțin sculpturi ale stemei
cu corbul huniazilor. Foarte mult timp, în această sală a fost expusă pictura
lui Pataki Lajos, înfățișându-l pe Iancu de Hunedoara, defilând cu armata spre Belgrad.
Pictura a fost restaurată în anul 2009, la Szombathely (Ungaria). În timp ce
pictura se restaura, rama
era reînnoită de către experții Muzeului Brukenthal din Sibiu. În prezent,
pictura este expusă la Muzeul
Civilizației Dacice și Romane, cu sediul în palatul Magna Curia-Castelul
Bethlen, care este cea mai veche clădire monument istoric din Deva care s-a păstrat.
Peretele fațadei principale asigură ieșirea prin uși triple spre balconul aflat
deasupra intrării. De aici se deschide o priveliște minunată spre cetate, spre
piața din fața prefecturii, iar de aproape, pe fațada clădirii, se pot admira
elemente decorative: stema familiei Corvin și decorațiunile în stil baroc,
precum și cele manieriste. De aici se observă adânciturile făcute special
pentru statui, care, conform proiectului original, trebuia să adăpostească
sfinți și regi maghiari, dar, datorită bugetului mic, nu au fost niciodată
create.

În trecut, în aripile celor două extremități ale clădirii, aflate la etajul întâi,
prefectul și subprefectul aveau asigurate apartamentele de serviciu.

La frumusețea aparte a clădirii contribuie și acoperișul abrupt cu țiglele realizate de fabrica Zsolnay (Pécs- Ungaria), de
culoare verde închis, din centrul său ridicându-se un turn îngust, care asigură
priveliștea. În spatele clădirii se află o curte împrejmuită cu un gard care
imită zidul cetății. Grajdul și garajul de odinioară sunt în prezent imobile în
care se află birouri.

## Semnificația architecturală
Clădirea prefecturii este un monument istoric și, dincolo de funcționalitatea extraordinară, mai poate fi numită si un punct de reper, pe de o parte pentru proiectantul Ignác Alpár, pentru care acest proiect i-a deschis drumul către multe alte sarcini, precum: proiectarea clădirilor unor școli, bănci și clădiri administrative. Pe de altă parte, odată cu ridicarea clădirii prefecturii începe dezvoltarea propriu-zisă a orașului Deva. Astfel, în decursul a două decenii, se construiește centrul orașului: Gimnaziul Regal, cu profil real, Cazarma Apărării Patriei (în prezent este clădirea Liceului Sportiv), Palatul Justiției (actualul Tribunal), în spatele căruia se află închisoarea și primăria, iar în cele din urmă, noua
Biserică Reformată și Teatrul Orășenesc.

## Vecinătatea
- Palatul Justiției
- Parcul orășenesc, aflat lângă Castelul Bethlen
- Fântâna arteziană cu broaște, proiectat de asemenea de Ignác Alpár
- Monumentul din marmură al revoluționarilor din 1989
- Între 2011-2014 a existat un bust al lui Acațiu Barcsay, fost căpitan al cetății Deva. Monumentul a fost demolat în 29 decembrie 2014, în urma unui proces intentat de un cetățean care a reclamat că bustul a fost ridicat fără forme legale.[2]